# Pseudorhodoferax aquiterrae
Pseudorhodoferax aquiterrae es una bacteria gramnegativa del género Pseudorhodoferax. Descrita en el año 2013. Su etimología hace referencia al agua subterránea. Se ha aislado de aguas subterráneas en Taiwan. Las colonias en agar R2A son lisas y de color amarillo claro. Temperatura de crecimiento entre 15-40 °C, óptima a 30 °C. Catalasa y oxidasa positivas. Es resistente a rifampicina, penicilina G y ampicilina, y sensible a cloramfpenicol, gentamicina, kanamicina, tetraciclina, novobiocina, estreptomicina, sulfametoxazol y ácido nalidíxico. 